# Pont tournant de Selles
Le pont tournant de Selles est un pont situé à Selles, dans le département de la Haute-Saône, en France.

## Description
C'est un pont tournant  métallique, sur le canal de l'Est.

## Historique
Il a été construit durant la deuxième moitié du XIXe siècle.
L'ensemble bénéficie de multiples protections au titre des monuments historiques:
- une inscription le 21 décembre 1994 pour les barrières et leur mécanisme ainsi que les façades et toitures de la maison de l'agent voisine.
- un classement le 1er février 2001 pour le pont tournant, son mécanisme et les éléments de maçonnerie du quai.